# Tribetzgebirge
Koordinaten: 48° 30′ N, 18° 20′ O

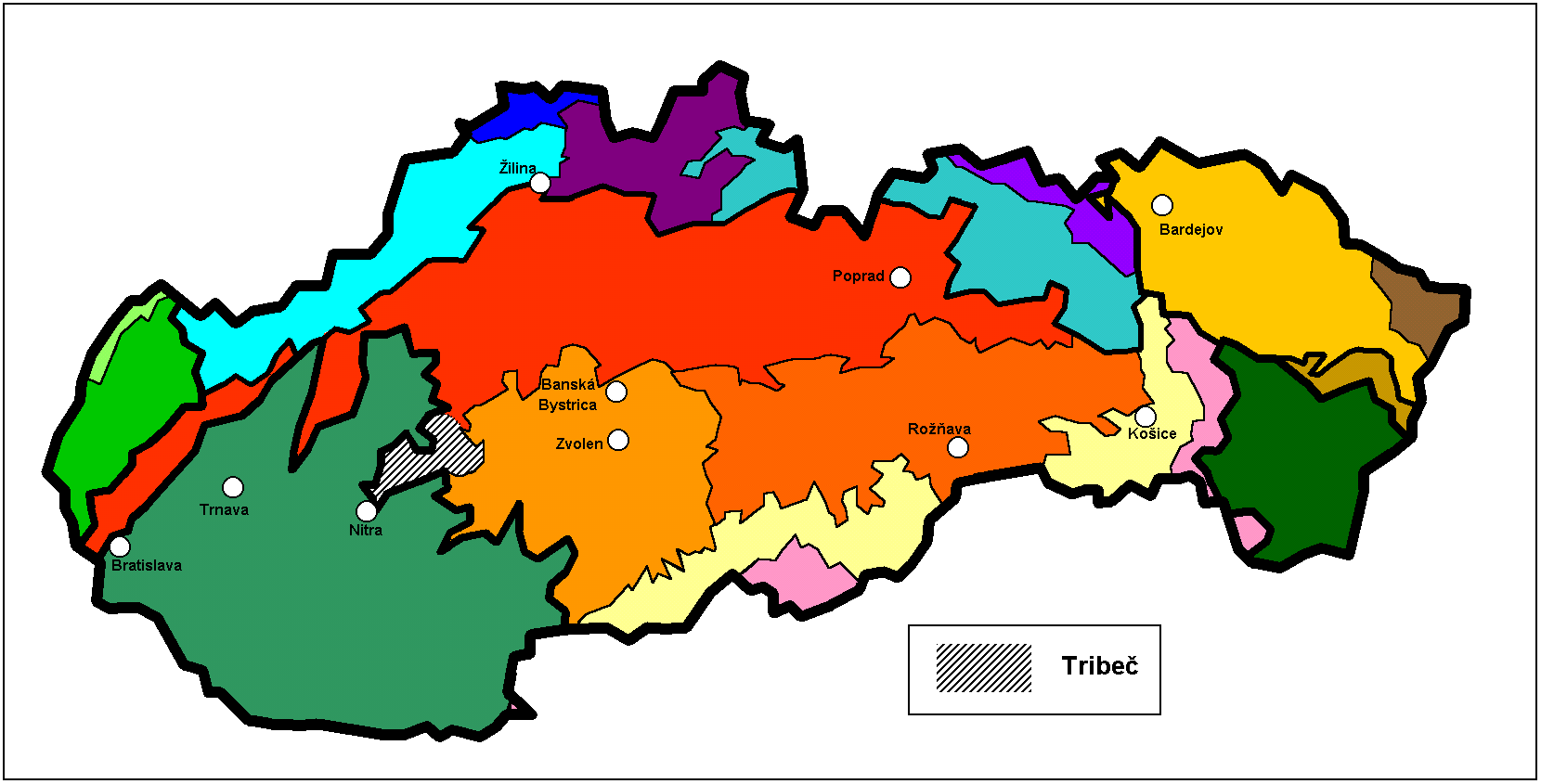
Der Tribeč innerhalb der Geomorphologischen Einteilung der Slowakei

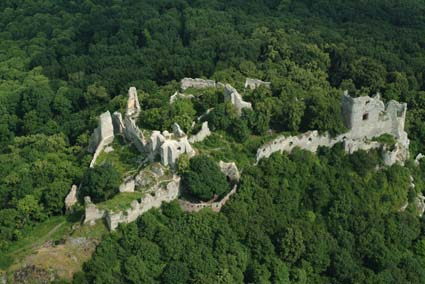
Die Burg Gýmeš auf der Südseite des Tribetzgebirges bei Jelenec

Das Tribetzgebirge, auch kurz Tribetz (slowakisch Tribeč/Tríbeč) genannt, ist ein knapp 50 Kilometer langes und bis zu 18 Kilometer breites bewaldetes Mittelgebirge in der Slowakei.
Es gehört zu den Westkarpaten und verläuft von Nitra ausgehend nach Nordosten, bis es schließlich bei Veľké Pole östlich der Stadt Partizánske in das Vogelgebirge (Vtáčnik, bis 1350 m) übergeht. Im Süden und Westen reicht der Bergzug an das Donauhügelland heran, im Osten an Pohronský Inovec. Im Nordosten liegt das bereits erwähnte Vtáčnik-Gebirge und im Norden der Oberneutraer Kessel (Hornonitrianska kotlina).
Verwaltungsmäßig erstreckt sich das Gebirge auf die Okresy (Landkreise) von Nitra, Zlaté Moravce, Topoľčany und Partizánske.
Die wichtigsten Erhebungen sind der Zobor (588 Meter, direkt über dem Stadtrand von Nitra), Jelenec (~550 m) und Rázdiel sowie im Zentrum der namensgebende Veľký Tribeč (829 m).